# Terry O’Quinn

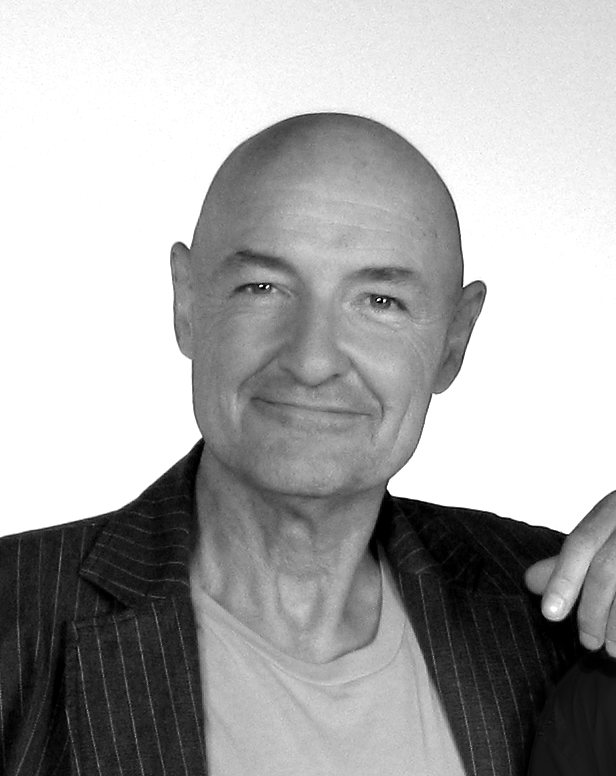
Terry O’Quinn (Juni 2008)

Terry O’Quinn (eigentlich Terrance Kevin Quinn; * 15. Juli 1952 in Sault Ste. Marie, Michigan) ist ein US-amerikanischer Schauspieler.

## Leben
O’Quinn gehört zu den vielen US-amerikanischen Schauspielern, die vorwiegend in Nebenrollen zu sehen sind. In den 1980er Jahren spielte er die Titelrolle in den Horrorthrillern The Stepfather und Stepfather II und hatte in den 1990er Jahren verschiedene Serienauftritte, unter anderem in Raumschiff Enterprise – Das nächste Jahrhundert und Akte X sowie eine wiederkehrende Nebenrolle in der ebenfalls von Chris Carter produzierten Serie Millennium an der Seite von Lance Henriksen. Sein Schaffen umfasst mehr als 110 Film- und Fernsehproduktionen.
Ab 2004 wurde er durch seine Rolle als John Locke in der Fernsehserie Lost bekannt. Dafür gewann er bei der Primetime-Emmy-Verleihung 2007 den Preis als Bester Nebendarsteller in einer Dramaserie. Zudem wurde er für diese Rolle mit einem Saturn Award ausgezeichnet. Nach Lost plante O’Quinn, zusammen mit Michael Emerson eine eigene Serie zu produzieren. Nachdem sich das US-Network NBC im Jahr 2010 die Rechte an dem Projekt mit dem Titel Odd Jobs gesichert hatte, wurde schließlich aber doch kein Pilotfilm produziert. In Hawaii Five-0, der Neuauflage der 1970er-Krimiserie Hawaii Fünf-Null, trat er seit 2011 wiederkehrend als Joe White in Erscheinung. Seit Mitte 2012 war O’Quinn als Arthur Manchester in der zweiten Staffel von Falling Skies zu sehen. Es folgten vor allem weitere Serienengagements.
Im Februar 2012 bekam er eine der Hauptrollen in der ABC-Thriller-Serie 666 Park Avenue, die bis 2013 lief.
Der gebürtige Terrance Kevin Quinn änderte seinen Nachnamen in O’Quinn, da es bereits einen US-Schauspieler mit dem Namen Terrance Quinn gibt.
O’Quinn ist seit 1979 verheiratet und Vater zweier Kinder.
Im Deutschen wurde er bis 2007 hauptsächlich von Lothar Hinze synchronisiert, der aufgrund eines privaten Trauerfalls zeitweise nur noch wenige Rollen sprach. Seit 2011 bzw. 2017 wird er wieder von Hinze gesprochen. In  Lost übernahm ab der 3. Staffel Ernst Meincke die Synchronisation, welcher ihn danach auch in mehreren anderen Projekten sprach.

## Filmografie (Auswahl)
- 1980: Heaven’s Gate
- 1983: Der richtige Dreh (All the Right Moves)
- 1983: An einem Morgen im Mai (Without a Trace)
- 1984: Flucht zu dritt (Mrs. Soffel)
- 1985: Werwolf von Tarker Mills (Silver Bullet)
- 1985: Früher Frost (An Early Frost, Fernsehfilm)
- 1985: Remington Steele (Folge: Turbulenzen)
- 1987: Das Model und der Schnüffler (Moonlighting)
- 1987: Der Tötungsbefehl (At Mother’s Request)
- 1987: Die schwarze Witwe (Black Widow)
- 1987: The Stepfather
- 1988: Young Guns
- 1988: Pin (Pin…)
- 1989: Eine Frau klagt an (Roe vs. Wade, Fernsehfilm)
- 1989: Blinde Wut (Blind Fury)
- 1989: The Forgotten One
- 1989: Stepfather II
- 1990: Blutiger Schwur (Blood Oath)
- 1990: Perry Mason und der falsche Tote (Perry Mason: The Case of the Desperate Deception, Fernsehfilm)
- 1991: General Custers letzte Schlacht (Son of the Morning Star)
- 1991: Rocketeer
- 1991: Company Business
- 1992: My Samurai
- 1993: Geschichten aus Gruft (Tales from the Crypt, Fernsehserie, Episode 6x6, The Bribe)
- 1993: Amityville – A New Generation
- 1993: Tombstone
- 1994: Raumschiff Enterprise – Das nächste Jahrhundert (Star Trek: The Next Generation, Fernsehserie, Episode 7x12)
- 1994: Killing Stranger (Don’t Talk to Strangers)
- 1994–1995: Earth 2 (Fernsehserie, 6 Episoden)
- 1994, 2002: Akte X – Die unheimlichen Fälle des FBI (The X-Files, Fernsehserie, 2 Episoden)
- 1994: Matlock (Fernsehserie, Episode 9x04)
- 1995–2002: JAG – Im Auftrag der Ehre (JAG, Fernsehserie, 10 Episoden)
- 1996: Diagnose: Mord (Fernsehserie, eine Episode)
- 1996: Das Attentat (Ghosts of Mississippi)
- 1996: Zwielicht (Primal Fear)
- 1996–1999: Millennium – Fürchte deinen Nächsten wie Dich selbst (Millennium, Fernsehserie, 41 Episoden)
- 1997: Die Verschwörung im Schatten (Shadow Conspiracy)
- 1998: Akte X – Der Film (The X-Files)
- 1999: Harsh Realm
- 2001: American Outlaws
- 2001: WW3
- 2001: Roswell (Fernsehserie, Episode 3x02)
- 2002: Hometown Legend
- 2002–2004: Alias – Die Agentin (Alias, Fernsehserie, 18 Episoden)
- 2003: Old School – Wir lassen absolut nichts anbrennen (Old School)
- 2003–2004: The West Wing – Im Zentrum der Macht (The West Wing, Fernsehserie, 7 Episoden)
- 2004: Criminal Intent – Verbrechen im Visier (Law & Order: Criminal Intent, Fernsehserie, Episode 3x14)
- 2004: Navy CIS (NCIS, Fernsehserie, Episode 1x15)
- 2004–2010: Lost (Fernsehserie, 97 Episoden)
- 2011: Taken From Me: The Tiffany Rubin Story
- 2011–2018: Hawaii Five-0 (Fernsehserie, 16 Episoden)
- 2012: Ring of Fire – Flammendes Inferno (Ring of Fire) (Fernsehfilm)
- 2012–2013: Falling Skies (Fernsehserie, 3 Episoden)
- 2012–2013: 666 Park Avenue (Fernsehserie, 13 Episoden)
- 2014: Gang Related (Fernsehserie, 13 Episoden)
- 2015, 2017–2018: Patriot (Fernsehserie, 18 Episoden)
- 2016: Secrets and Lies (Fernsehserie, 8 Episoden)
- 2017: The Blacklist (Fernsehserie, Episode 4x13)
- 2017: The Blacklist: Redemption (Fernsehserie, 7 Episoden)
- 2018: Castle Rock (Fernsehserie, 4 Episoden)
- 2019: Perpetual Grace, LTD (Fernsehserie, 10 Episoden)
- seit 2021: Resident Alien (Fernsehserie)
- 2020–2022: FBI: Most Wanted (Fernsehserie, 8 Episoden)
- 2022: Ein Teil von ihr (Pieces of Her, Fernsehserie, 6 Episoden)
- 2024: The Walking Dead: The Ones Who Live (Fernsehserie, 3 Episoden)
- 2024: Unsung Hero (Film)